# Batalla de Hwangsanbeol
La batalla de Hwangsanbeol (Hangul: 황산벌 전투, Hanja:黃山─戰鬪) fue una batalla que tuvo lugar entre fuerzas de Silla y Baekje en Hwangsanbeol (actual Nonsan) en el año 660.
Por aquel tiempo, el rey Muyeol fue capaz de ganar el apoyo de emperador Gaozong de la China de los Tang, el rey Uija había llevado a Baekje a la desaparición, con sus partidarios abandonando los asuntos relevantes de Estado. En 660, Kim Yushin de Silla partió con cincuenta mil hombres para encontrarse con el ejército Tang (cuyo tamaño se estimaba en 130 000 hombres), que estaba siendo enviadas por mar. Cuando el rey Uija escuchó hablar sobre esta crisis, ya había perdido el apoyo de sus ministros y solo logró reunir a cinco mil hombres. Rápidamente se nombró al general Gyebaek como el comandante de las fuerzas armadas, y fue enviado al frente para plantar batalla a Kim Yu-Shin.
El ejército de Baekje llegó primero a Hwangsanbeol. Gyebaek acampó y reunió a sus tropas para hacer un discurso heroico. Recordó a los soldados de los ejércitos de la antigüedad cuando Goujian derrotó a una fuerza de setecientos mil con solo cinco mil hombres. Con este discurso, las fuerzas de Baekje recuperaron su moral, y se prepararon para una cara a cara con las fuerzas de Silla.
Kim Yu-Shin no tardó en llegar, y las fuerzas de Silla intentaron un ataque sobre las fuerzas de Baekje. Las tropas de Baekje bajo la dirección de Gyebaek lucharon hasta la muerte, consiguiendo que al comienzo del enfrentamiento, las fuerzas de Silla fuesen perdiendo gradualmente su moral e ímpetu. El general Kim Pumil envió a su hijo, Gwanchang (que era un Hwarang), en solitario para luchar contra el enemigo. Este fue capturado por las fuerzas de Baekje, que más tarde lo liberarían por orden de Gyebaek. Éste volvió a mandar cargar contra las fuerzas de Baekje, y nuevamente fue capturado.
A través del sacrificio mártir de Gwanchang, que se lanzó con sus tropas contra el núcleo de Gyebaek, las fuerzas de Silla renovaron su moral y Kim Yu-shin lanzó un ataque completo sobre las menguantes fuerzas de Baekje. Al final, las fuerzas de Silla de Kim Yu-Shin obtuvieron la victoria, mientras las fuerzas de Gyeabek yacían muertas o habían sido capturadas. Kim indicó más adelante que su enemigo era un hombre de honor y valentía.
Como esta batalla fue la última resistencia de Baekje a las fuerzas conjuntas Silla y los Tang, Baekje pronto cayó cuando Kim Yu-Shin y el general chino So Jung-Bang, rodearon Gongju y el rey Uija se rindió.

## Representación moderna
El ejército de 5 000 hombres de Baekje fue derrotado por un ejército de Silla de 50 000 efectivos dirigido por el general Kim Yu-shin. Hay una película coreana de género cómico-bélico sobre esta batalla, llamado Erase una vez en un campo de batalla (Hangul: 황산벌; RR: Hwangsanbul), protagonizada por Park Joong-hoon y Jung Jin-young.
Durante el festival Baekje de 2008 celebrado en Buyeo y en otros lugares, hubo una nueva representación de la batalla que se hizo en el parque en Nonsan, a lo largo del río.